# Streptophlebia obliquistria
Streptophlebia obliquistria är en fjärilsart som beskrevs av George Francis Hampson 1898. Streptophlebia obliquistria ingår i släktet Streptophlebia och familjen björnspinnare. Inga underarter finns listade i Catalogue of Life.